# Дорожный воин Зверь
Джозеф Майкл Лаурина́йтис (англ. Joseph Michael Laurinaitis; 12 сентября 1960, Филадельфия, Пенсильвания — 22 сентября 2020, Оседж-Бич) — американский рестлер.
Он был наиболее известен как Дорожный воин Зверь (англ. Road Warrior Animal) в команде с Дорожным воином Ястебом, которая назвалась «Дорожные воины» («Легион судьбы» в WWF). Он неоднократно выступал в качестве хедлайнера на PPV-шоу WWF и WCW, а на шоу Sin 2001 года боролся за звание чемпиона мира WCW в тяжелом весе.
Вместе с Ястребом и их менеджером Полом Эллерингом Зверь был введен в Зал славы WWE в 2011 году.

## Ранние годы
Живя в Чикаго, Лауринайтис познакомился с Майклом Хегстрандом, позже известным как Ястреб («Hawk») в команде «Дорожные Воины». Они стали двумя близкими друзьями. Когда Лауринайтису было восемь лет, семьи Хегстранда и Лауринайтиса переехали в Миннеаполис, штат Миннесота. Таким образом, Джо рос в Миннесоте, работая с ранних лет, чтобы помочь семье. Он учился в Irondale High School. Из-за его размеров и любви к пауэрлифтингу, Джо был достаточно заметной и мощной фигурой. Поэтому Джо работал вышибалой в одном из кафе сети «Grandma B» в Миннеаполисе, где был замечен весьма известным реслинг-тренером Эдди Шарки. Шарки думал, что Джо в компании с Майклом Хегстрандом, Ричардом Рудом и Барри Дарсоу смогут достичь больших успехов в про-рестлинге. Эдди верил в них настолько, что тренировал всю четвёрку лично.

## Карьера в рестлинге

### Ранняя карьера (1982—1983)
Джо дебютировал в ноябре 1982 года, участвуя как Дорожный Воин в гиммике байкера. После нескольких одиночных матчей, карьера и целая жизнь Джо изменилась навсегда, за что нужно благодарить Пола Эллеринга.

### Становление Дорожных Воинов (1983—1986)
Джо Лауринайтис и Майкл Хегстранд впервые стали выступать в команде в промоушне Georgia Championship Wrestling — команде хилов под руководством Пола Эллеринга, упомянутого ранее. Названа команда была The Legion of Doom, а Джо и Майк были названы «Animal» и «Hawk» соответственно. Таким образом зародились Дорожные Воины. Старт был дан с гиммика байкеров; в DVD, посвящённом Дорожным Воинам, Зверь сказал, что чувствовал себя как один из Village People — популярной диско-группы 80-х. Чтобы выглядеть более внушительно, Зверь и Ястреб сделали причёски-ирокезы, носили шипованные наплечники и ошейники, разукрашивали лицо. Внешность и имена были взяты из фильма Mad Max 2, что помогло создать образ беспощадных монстров. Их «работа на микрофоне» была злобной, но харизматичной и несколько юмористичной.
Команда была настоящей революцией в командном дивизионе — их мощные приёмы, беспощадное поведение и инновационное разрисовывание лица — всё это было в новинку, и именно с этого были взяты большое количество образов в будущем.
В Джорджии они выигрывали Национальные Командные Титулы NWA четыре раза. Позже они побывали в таких всемирно известных промоушнах, как American Wrestling Association и All Japan Pro Wrestling, где так же выигрывали командные титулы.
К слову, на ток-шоу Right After Wrestling в марте 2011 года, Джо Лауринайтис заявил, что никогда не участвовал во фьюдах и матчах против Ястреба по причине того, что никогда не думал, что в этом будет какой-то смысл.

### National Wrestling Alliance (1986—1990)
Стиль, поведение и пути к победе — всё это делало Дорожных Воинов любимчиками публики. Несмотря на то, что продвигались они именно как хилы, фанаты приветствовали их крайне дружелюбно. В 1986 году Джо и Майкл стали работать сразу на два промоушна — AWA и NWA. Всё это длилось до того момента, пока NWA не предложило им высокооплачиваемый контракт и Воины не покинули AWA. Дуэт монстров, помимо контракта, получили большой пуш. Практически сразу они заполучили крупную победу — в командном турнире памяти Джима Крокетта Старшего (англ. Jim Crockett, Sr. Memorial Cup Tag Team Tournament). Тогда же начались их фьюды с крупнейшими звёздами NWA — легендарными Четырьмя Всадниками (англ. The Four Horsemen) и Командой Русских (англ. Russian Team) (среди тренеров которых был и старый тренер Дорожных Воинов — Барри Дарсоу). Во время их победоносного вторжения в NWA, они помогли популяризовать WarGames-матч (вариация матча с клеткой), Scaffold-матч (матч со строительными лесами) и привнесли нечто особенное — собственную вариацию уличной драки — Chicago Street Fight.
В 1988 году Воины начали кровожадный фьюд с Powers of Pain — Сион «The Barbarian» Ваилахи (англ. Sione Vailahi) и Терри «The Warlord» Жопински (англ. Terry Szopinski) — первой командой, способной составить Дорожным Воинам конкуренцию в силе (неудивительно, что Powers of Pain, по мнению многих, являются клонами Воинов). «Силы Боли» иногда заходили достаточно далеко — например, серьёзно (по сюжету) травмировали глаз Зверя во время соревнования по тяжёлой атлетике. Вернувшись, Зверь начал носить хоккейную вратарскую маску для защиты. К сожалению, фьюд резко свернули — Powers of Pain покинули NWA, побоявшись участвовать в опасном матче против Воинов, где те должны были упасть со строительных лесов.
К концу 1988 года, Дорожные Воины завоевали Мировые Командные Титулы NWA, выиграв их в непродолжительном матче против Полуночного Экспресса (англ. The Midnight Express). Дорожные Воины, долгое время абсолютно не выигрывавшие пояса, и эти титулы проносили недолго. Тедди Лонг сжульничал и быстро отсчитал удержание против Воинов, что лишило их титулов. Перед тем, как покинуть NWA летом 1990 года (в результате конфликта с Джимом Хёрдом), Джо и Майкл в основном противостояли командам Varsity Club, The Samoan Swat Team и The Skyscrapers.

### World Wrestling Federation (1990—1992)
Дорожные Воины незамедлительно подписали контракты с World Wrestling Federation (WWF) в 1990 году и были вовлечены во фьюд с наиболее известной командой-клоном Воинов — Demolition. С командой, в которой состоял один из бывших тренеров Воинов — Барри Дарсоу (в Demolition он выступал под псевдонимом Smash). Вследствие плачевного состояния второго члена Demolition — Билла Иди, известного под псевдонимом Ax — он был заменён на Брайана Адамса, выступавшего как Crush. Тем не менее, дух оригинальных Demolition иссяк, и противостояние, к большому сожалению фанатов, было очень быстро завершено.
Спустя год с момента начала работы в WWF, Legion of Doom выиграли Командные Титулы WWF и продержали их чуть менее восьми месяцев. После потери титулов, команда ненадолго покинула WWF, вернувшись лишь с Полом Эллерингом, который был их менеджером уже очень долгое время.
Разрыв в команде вызвал «напарник» Эллеринга — деревянная марионетка «Рокко». Оба члена команды считали, что это — глупость, и это привело к уходу Хегстранда из WWF сразу после SummerSlam 1992 года. Это был первый раз за 9 лет, когда Лауринайтис остался без своего командного партнёра. Будучи хорошим бизнесменом, Зверь не стал это долго терпеть — он разорвал контрактные отношения с WWF, лишь иногда выступая в команде с бывшим членом Demolition — Сокрушителем (Crush).
Во время гандикап-матча в Японии против Братьев Беверли в сентябре 1992 года, Лауринайтис серьёзно повредил спину в результате неудачного двойного суплекса, в результате чего ему пришлось взять длительный перерыв.

### World Championship Wrestling (1993)
Лауринайтис совершил несколько появлений в WCW в 1993 году. 18 августа, на Clash of the Champions, Зверь объявил, что его партнёр Ястреб — тайный командный партнёр Дастина Роудса в матче против Рика Рука и Билла «Эквалайзера» Данненхауэра. 19 сентября, на Fall Brawl, Лауринайтис был наставником в команде Стинга на WarGames, включавшей непосредственно самого Стинга, Дэйви Бой Смита, Дастина Роудса и Фреда «Шокмастера» Оттмана. Команда Зверя победила Вейдера, Сида Вишеса и Харлема Хита. 4 января 1995 года Зверь сопровождал Ястреба в его матче против Скотта Нортона на ежегодном шоу New Japan Pro Wrestling в Tokyo Dome.

### World Championship Wrestling (1996)
Несколько следующих лет Лауринайтис несколько отстранился от реслинга, получая страховой полис в Lloyd’s of London, в то время как Хегстранд выступал по всему миру. Ближе к концу 1995 года Лауринайтис окончательно залечил все травмы, что позволило ему вернуться к активным выступлениям. Три года люди думали, что эпоха Дорожных Воинов закончилась, но Зверь и Ястреб воссоединились и подписали контракт с World Championship Wrestling. После возвращения в январе 1996 года, Воины начали фьюд с братьями Штайнерами, вернувшимися в марте, и командой «Пекло Гарлема» (англ. Harlem Heat), после чего бросили вызов командным чемпионам WCW Стингу и Лексу Люгеру. Тем не менее, за полгода в компании Дорожные Воины так и не смогли выиграть командные титулы, проигрывая во всех титульных матчах. Братья Штайнеры, вернувшиеся чуть позже Воинов, выясняли во фьюде со Зверем и Ястребом, кто самая лучшая команда всех времён. Штайнеры взяли верх в этом противостоянии, и Воины покинули WCW в июне 1996 года.

### World Wrestling Federation (1997—1998)
После ухода из WCW Воины вернулись в WWF, где, выступая под своим вторым названием — Легион Ада — вторглись во фьюд Стива Остина и Основания Хартов, где встали на сторону Остина. Легион Ада стали двукратными командными чемпионами, победив Гудвиннов 7 октября 1997 года. В ноябре того же года Зверь и Ястреб проиграли титулы новообразовавшейся команде «Изгои Нового Века» (англ. New Age Outlaws) — Дорожному Псу и Билли Ганну.
После нескольких неудачных начинаний, Легион Ада был «перепакован» в команду Легион Ада 2000. К команде присоединилась Санни, которая была там в качестве менеджера, хоть и не очень долгое время. Примерно в это же время в WWF вернулся Пол Эллеринг, примкнувший к братьям Харрисам, с которыми Легион Ада 2000 фьюдили некоторое время; Эллеринг и Зверь в интервью для DVD про Дорожных Воинов комментировали, что для Эллеринга было трудно работать с другой командой, при этом погонять предыдущую команду в промо и сегментах.
В 1998 году Легион Ада попал в, возможно, самую непростую ситуацию в истории команды, которая началась в связи с проблемами Хегстранда с наркотиками и алкоголем. Ястреб начал появляться на ТВ-шоу пьяным или «неспособным выступать». Так как Ястреб становился всё более непредсказуемым в поведении, к Легиону Ада был присоединён третий участник — Даррен Дроздов. Он выступал со Зверем, пока Ястреб решал свои личные проблемы. Сюжет позже был обыгран таким образом, что именно Дроздов стал причиной проблем Ястреба, только лишь для того, чтобы занять место Хегстранда в Легионе Ада. Во время сегмента, было показано, как Ястреб падает с титантрона. Ни Хегстранд, ни Лауринайтис не смогли объяснить в WWF причины личных проблем Ястреба, что стало причиной их ухода из WWF.
Даже несмотря на то, что Дорожные Воины официально не распались, Зверь сделал несколько появлений в одиночных матчах, после того как покинул WWF вместе с Хегстрандом.

## Смерть
Лауринайтис умер от сердечного приступа 22 сентября 2020 года, через десять дней после своего 60-летия, в отеле Margaritaville Resort в Осадж-Бич, Миссури.

## В реслинге
- Завершающие приёмы
  - Scoop powerslam[40][41][42]

- Коронные приёмы
  - Leaping shoulder block[40][41]
  - Military press slam[41]
  - Scoop slam[40]

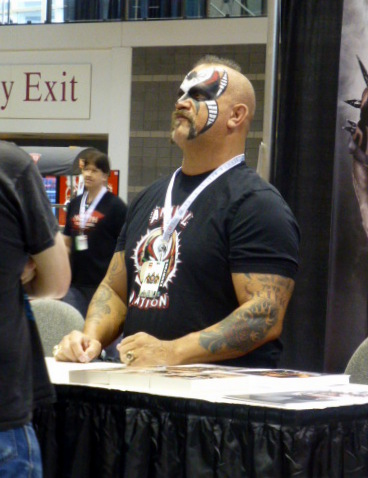
В 2015 году

- С Дорожным Воином Ястребом, Дарреном «Дрозом» Дроздовым, Джоном Хейденрейхом, Кристи Хемме или Кэнсукэ «Power Warrior» Сасаки
  - Doomsday Device / Double Impact[43]

- Менеджеры
  - Пол Эллеринг
  - Тэмми Линн Ситч
  - Кристи Хемме